# اسمایی بی‌لی
اسمایی بی‌لی (ترکی آذربایجانی: İsmayıbəylı) یک منطقهٔ مسکونی در جمهوری آرتساخ است که در استان مارتونی واقع شده‌است.